# Die Relativitätstheorie der Liebe
Die Relativitätstheorie der Liebe (oder auch Tauben auf dem Dach) ist eine Komödie des Regisseurs Otto Alexander Jahrreiss, welche in Deutschland am 26. Mai 2011 erstmals im Kino erschienen ist.

## Handlung
Die Schauspieler Katja Riemann und Olli Dittrich schlüpfen in fünf ineinander verwobenen Episoden jeweils in die Rolle eines Liebespaares. Die fünf Paare verbindet hierbei stets die Suche nach dem Glück in der Liebe, auch wenn die Protagonisten unterschiedlicher nicht sein könnten. Der Film zeichnet auf tragisch-komische Weise die Verwirrungen und Missverständnisse der Liebe auf und vermittelt dem Zuschauer den Eindruck, dass auch der einfältigste Charakter irgendwann einen passenden Partner finden kann.

### Geschichte 1
Der Agenturchef Frieder versucht seinem halbwüchsigen Sohn Hanno zuliebe mit einer Werbekampagne seine Frau Eva zu erreichen, um damit seine Ehe zu retten. Doch seine Frau ist Esoterikerin und schwebt längst über allen Zielgruppen. So tröstet er sich schon seit 15 Jahren mit Evas Zwillingsschwester Maria, die mit beiden Beinen auf der Erde geblieben ist. Frieder leidet jedoch darunter, dass zwischen ihm und seinem Sohn Funkstille herrscht, die er mit dieser Werbekampagne zu überbrücken versucht.

### Geschichte 2
Fahrlehrer Paul, dem man, im Gegensatz zu seiner Frau Gabriela, sein Alter ansieht, will sich an seiner Frau nach 35 Ehejahren mit einem Seitensprung rächen. Weil Gabriela mit ihrem noch immer jugendlichen Aussehen gern mit anderen Männern flirtet, reizt Paul dieses provokante Auftreten bis zur Weißglut. Und da sich Gabriela seiner Meinung nach viel zu oft mit ihrem Tanzlehrer trifft, ist er davon überzeugt, dass sie ihn mit dem „Gigolo“ betrügt und will es ihr mit gleicher Münze heimzahlen. Dabei tanzt der Mann nur professionell mit Damen und ist privat an Herren interessiert.

### Geschichte 3 und 4
Diese Geschichten sind eng mit Nummer 2 verknüpft, denn die coole, aber notorisch einsame Alexa ist Gabrielas und Pauls 30-jährige Tochter. Sie wird schon länger von einem unstillbaren Kinderwunsch getrieben. Da sie auf üblichem Weg keinen Partner zu finden scheint, kontaktiert sie eine entsprechende Agentur. Dort trifft sie auf den Samenspender und Keyboard-Spieler Stevie Lehmann, der seine ganz spezielle Art und Sichtweise auf die Dinge hat. Das imponiert ihr und sie freundet sich mit ihm an. Doch wie es der Zufall will, nimmt Stevie gerade bei Alexas Vater Fahrstunden. Ausgerechnet an dem Tag, als Alexa den Eltern ihren neuen Freund präsentieren will, fährt Stevie Pauls Dienstwagen zu Schrott.

### Geschichte 5
Die strenge und pflichtbewusste Beamtin Peggy stößt bei ihren Kontrollen von Restaurantküchen, die sie im Auftrag der Gesundheitsbehörde durchzuführen hat, auf den eigentlich sympathischen Youssef al Bustani, den Besitzer einer libanesischen Imbissbude „Beirut“. Aufgrund von ihrer Meinung nach festgestellten Mängeln fordert Peggy ihn auf, umgehend rutschfeste Fliesen und eine Spritzschutzvorrichtung zu installieren. Doch für diese angeblich notwendigen Umbauten fehlt ihm das Geld. Kurzerhand klingelt Youssef an der Wohnungstür der zurückgezogen lebenden Peggy. Mit einem Blumenstrauß „bewaffnet“ versucht er Peggy zu beeindrucken und mit ihr in Ruhe zu reden. Seine herzliche und unwiderstehliche Art versucht sie zwar zu ignorieren, muss aber feststellen, dass ihre äußerlich harte Beamtenschale zusehends Risse zu bekommen scheint.

## Hintergrund
Die titelgebende Relativitätstheorie der Liebe entwickelte der in einer der Episoden auftretende Samenspender und Keyboard-Spieler Stevie Lehmann. Sie besagt: „Ob der Funke überspringt oder nicht, entscheidet nicht zuletzt die wiederholte Einheit von Zeit und Raum, oder kurz gesagt: Verlieben können sich nur Menschen, die im gleichen Augenblick am gleichen Ort sind. Relativ ist dabei der Zufall, der nachhelfen muss, damit die Liebenden sich finden.“
Die Arbeit der optischen Veränderung der Schauspieler übernahmen die Maskenbildner Gregor Eckstein, Brigitte Frank, Jeanette Latzelsberger und Michele Thevenet.
In einem Interview äußerte sich Hauptdarsteller Olli Dittrich, dass er die aufwändige Arbeit der Maskenbildner auch als Herausforderung an sich gesehen habe, immer waghalsigere Dinge zu probieren. Die Zeit der täglichen Prozedur habe er zudem stets für eine morgendliche Meditation genutzt: die Augen zu schließen und einfach nur stumm und bewegungslos dazusitzen. So konnte er zeitgleich und langsam in den anderen Charakter „herüberwandern“. Mit dem Öffnen der Augen befand er sich in seiner neuen Rolle.

## Kritiken
Die Süddeutsche Zeitung meinte: „Kein Meilenstein der Filmgeschichte, aber ziemlich lustig. Dittrich und Riemann machen ihre Sache wirklich gut, die Figuren sind ulkig, und das Prinzip der Mehrfachrollen nimmt das Bäumchen-wechsel-dich-Genre schon mal von vorneherein auf die Schippe.“
Hannelore Heider von deutschlandfunkkultur.de schrieb: „Die Komödie lebt von […] natürlich kaum differenzierten, aber originellen Charakteren, die bei der Fülle des Personals präzise gespielt werden müssen, damit der Zuschauer immer sofort weiß, in welcher Szene er ist. Die Spielfreude überträgt sich auf den geneigten Zuschauer, der die beiden Darsteller allerdings schon mögen sollte, denn der Humor ist so originell nicht wie die Figurenkonstellation. Die Leistung der Maskenbildner und der dramaturgisch effiziente Schnitt machen aus ‚Die Relativitätstheorie der Liebe‘ einen harmlosen-vergnüglichen Kinospaß!“
welt.de dazu: „Wenn auch, wie meist, ein steter Rollentausch allein nicht unbedingt abendfüllend ist, die Paarung Riemann/Dittrich allein lohnt einen Kinogang.“
Wenke Husmann bei Zeit online wertete: „‚Die Relativitätstheorie der Liebe‘ hätte ein reizvolles Projekt werden können. Noch nie hat jemand mit nur zwei Darstellern sämtliche tragenden Rollen besetzt. Doch zu vieles wirkt, als sei in dem Kinofilm schon das künftige Fernsehpublikum vorweggenommen, das während des Films auch mal was zum Knabbern holen geht oder aufs Klo. Die Macher scheinen den Zuschauern nicht zuzutrauen, dass sie ihnen wirklich folgen wollen.“
Beim Filmmagazin artechock schrieb Rüdiger Suchsland: „Dieser Film hat den Tiefgang einer Untertasse und den Charme einer Margarine-Werbung.“
Auch critic.de wertete ähnlich und kam zum Urteil: „Dieser Film beweist vor allem eins: Relativer als Zeit, Raum und Liebe ist die Witzigkeit deutschen Humors, von dem man sich manchmal wünscht, er würde in ein Schwarzes Loch gesaugt.“ „Mit einem Minimum an narrativer Dramaturgie und Konflikten reiht Jahrreiss irgendwie Einzelszenen hintereinander, in denen die Figuren in unterschiedlichen Konstellationen irgendwo aufeinander treffen. Der Schauplatz Berlin tritt dabei völlig in den Hintergrund.“
Die Deutsche Film- und Medienbewertung FBW in Wiesbaden verlieh dem Film das Prädikat wertvoll.